# Planetarion
Planetarion ist ein Browserspiel, das im Jahr 2000 (produziert von der Gruppe 5th Season AS) online ging. Es ist das erste Online-Spiel mit tausenden, gleichzeitig aktiven Spielern (MMOG), das auf der Basis von Web-Technologien implementiert wurde.
Die c’t schrieb  in ihrer Ausgabe 23/2003 in einem Artikel über deutschsprachige Multiplayer-Games auf Browser-Grundlage: „Als internationaler Urvater des neuen deutschen Multiplayer-Vergnügens kann „Planetarion“ gelten, das schon einige Jahre auf dem Buckel hat.“
Jeder Spieler verwaltet einen Planeten, der sich in einer Galaxie von 10 bis 25 (je nach Runde verschieden) Planeten befindet. Jeweils 25 Galaxien wurden in einem Cluster zusammengefasst. Rohstoffe werden über den Abbau sogenannter Asteroiden gewonnen, je nach ausreichender Forschung können damit verschiedene Schiffstypen gebaut werden, mit denen Asteroiden von anderen Planeten erobert werden können. Eine Schlüsselrolle spielt die Zusammenarbeit in der Galaxie bzw. in den Allianzen. Jede Galaxie hat ihr eigenes Forum und wählt einen Galactic Commander (GC), der wiederum verschiedene Minister ernennt.
Am Höhepunkt hatte Planetarion (nach Angaben aus Fan-Foren) mehr als 175.000 Spieler, als jedoch der Gratis-Zugang abgeschafft wurde und jeder Spieler bezahlen musste, nahm die Mitgliederzahl rapide ab. Im Moment läuft jedoch wieder eine kostenlose Runde. Dauerhaft kostenlose Klone wie z. B. Planetia konnten an den Erfolg vergangener Tage nicht mehr anschließen.